# رفاندی
رفاندی (انگلیسی: Refandy) یک شهرک در شهرستان میشکینسکی استان باشقیرستان کشور روسیه است.